# 东风-1短程弹道导弹

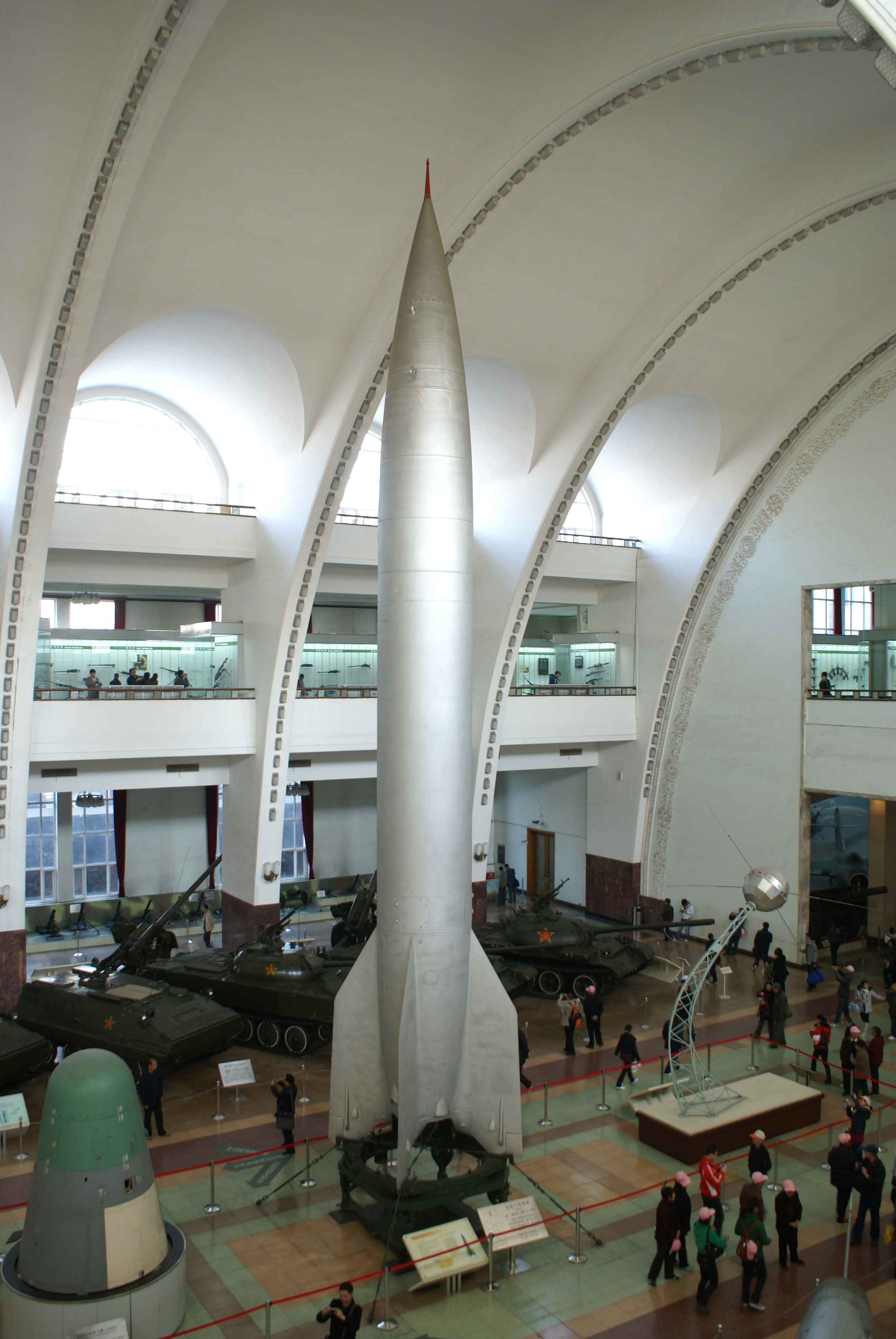
东风-1

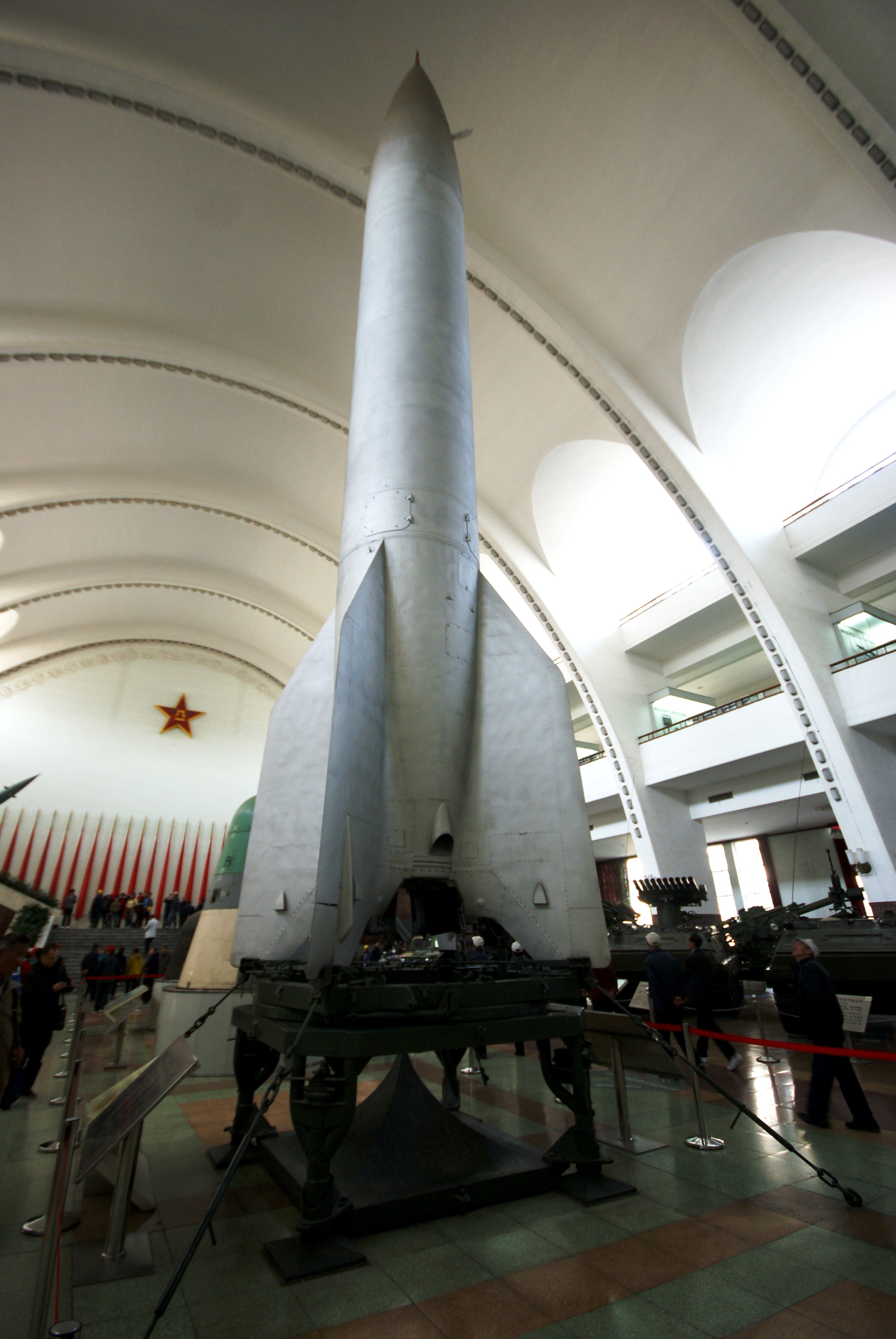
东风一号导弹

东风一号（DF-1，早期代号1059）短程弹道导弹是中国按中苏双方秘密协议，根据苏联R-1（北約代号：SS-1 Scunner）/R-2（北約代号：SS-2  Sibling）型导弹仿制的一种短程地对地战术弹道导弹 。可携带1300公斤的高爆弹头，但该导弹从未实际部署。
东风一号配有一台RD-101火箭发动机，使用酒精作为燃料。1960年代生产了有限数量的东风一号，随后退役。
该导弹于1958年4月开始仿制。1960年11月5日，首枚在酒泉试射成功，飞行550公里，弹头命中目标区。同年12月6日、16日进行了第二枚战斗弹、第三枚遥测弹的飞行试验，均获成功。
该弹的主要研究单位是位于哈尔滨的中国人民解放军军事工程学院导弹工程系和国防部5院（导弹研究院）。

## 参数
- 长：17.68m
- 直径：1.65m
- 起飞重量：20.4tons
- 燃料：液氧和酒精混合燃料
- 发动机：RD-101
- 射程：500km至550km
- 有效载荷：50kg